# Лечебно-оздоровительный туризм в России

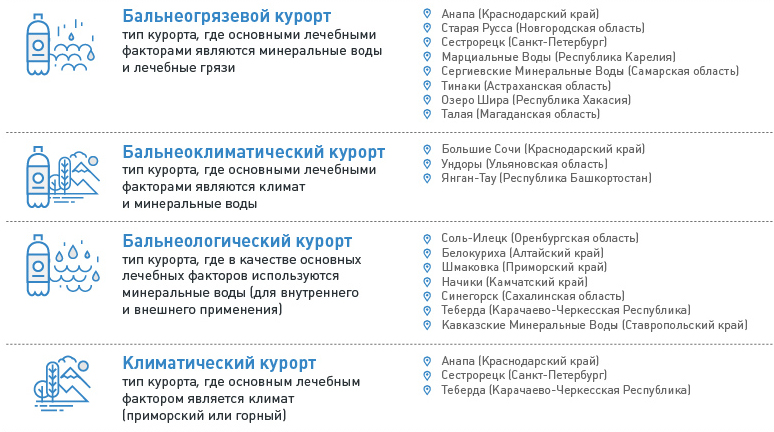
Основные виды курортов в России

Лечебно-оздоровительный туризм в России, включая его подвиды: лечебный (медицинский, санаторно-курортный), оздоровительный (Spa-, Wellness- и Fitness-туризм) — одно из направлений туризма в России, связанное закупкой медицинских услуг и других медицинских вмешательств, либо восстановлением физического, эмоционального и трудового потенциала.
В России вопросы развития и использования курортных ресурсов регулируются Федеральным законом от 23 февраля 1995 г. № 26-ФЗ «О природных лечебных ресурсах, лечебно-оздоровительных местностях и курортах».
Согласно индексу медицинского туризма (Medical Tourism Index, MTI) Россия занимает 34-е место из 41. В России насчитывается около 45 тысяч здравниц, наиболее известны курортные комплексы в Крыму, Большом Сочи и Кавказских Минеральных Водах.

## Развитие лечебно-оздоровительного туризма в России
В России первый курорт Марциальные воды появился в 1719 году по личному распоряжению Петра I.
На территории Ставропольского Края находится один из старейших курортных регионов России Кавказские Минеральные Воды. После обследования вод Пятигорья в 1798 году штаб-лекарем Левенцем и аптекарем Кёрнером Медицинская коллегия официально ввела Кавказские Минеральные Воды во всеобщее употребление, их начали использовать для лечения больных в войсках Кавказской линии. После исследования горячего источника в Пятигорске (1801 г.) и заключения специальной комиссии о возможности использования минвод с лечебной целью (1802) указом Александра I от 24 апреля 1803 года было утверждено положение о Кавминводах, когда был подписан исторический Рескрипт «О признании государственного значения Кавказских Минеральных Вод и необходимости их устройства», — и началось их официальное существование как курортного района.
В 1827 году в Саках на основе целебной грязи Сакского озера была основана первая в России грязелечебница. В 1874 году сторож соляного промысла Мойнакского озера Павел Платонович Пугачев начал применять грязь с лечебной целью, что способствовала возникновению в Евпатории грязелечебницы «Мойнаки».
В 1828 году основан курорт Старая Русса.
В 1840-х годах начато развитие курорта Столыпинские минеральные воды.
В 1898 году был основан санаторий Сестрорецкого курорта. Для обеспечения работы курорта специалисты по технической и медицинской части уже в 1896 начали за границей изучать опыт работы аналогичных известных курортов Европы. В оздоровительный комплекс входил самый крупный в России крытый зимний плавательный бассейн, соединённый переходом с лечебницей. Расположенные в ней медицинские кабинеты были оснащены самой совершенной аппаратурой того времени, которой не было даже на знаменитых зарубежных курортах. В санатории отпускались процедуры 52 наименований. Особой достопримечательностью был курзал. В 1907 году Сестрорецкий курорт был удостоен «гран-при» на Всемирной бальнеологической выставке в Спа (Бельгия).
С 1902 у пещер на Старой Мацесте, в небольшом деревянном строении, были установлены две деревянные ванночки и врач В. Ф. Подгурский начал отпуск сероводородных Мацестинских ванн впервые под медицинским наблюдением, чем было положено начало существования Мацестинского курорта.
Но, в целом развитие курортного дела в Российской империи шло медленно. До Октябрьской революции 1917 года из 600 разведанных местностей с целебными свойствами только 36 были приспособлены под курорты.
Созданная в СССР оригинальная санаторная система подразумевала общедоступность для всех слоёв населения, чему способствовало постановление Совета министров СССР «О передаче профсоюзам хозрасчетных санаториев, курортных поликлиник и домов отдыха» (1960). Курортная деятельность была полностью монополизирована государством. Управление ею происходило посредством государственного планирования, которое осуществлялось такими органами государственной власти, как ВЦСПС, Госплан СССР, Совет министров СССР и Советы министров союзных республик.
После Перестройки и распада Советского Союза система советской курортологии была нарушена, утрачено множество связей между больницами и поликлиниками и санаторно-курортными лечебными учреждениями.
По состоянию на 2014 год с лечебно-оздоровительными целями в Российской Федерации ежегодно путешествовало около 8 миллионов человек.
В своем Послании Федеральному Собранию Российской Федерации от 1 марта 2018 года Президент РФ Владимир Путин подчеркнул необходимость развития здравоохранения и экспорта услуг в сфере медицины и туризма. В соответствии с Указом Президента Российской Федерации от 7 мая 2018 г. № 204 «О национальных целях и стратегических задачах развития Российской Федерации на период до 2024 года» объём экспорта медицинских услуг к 2024 году должен будет составить $1 млрд в год. С целью выполнения Указа Президента Российской Федерации от 7 мая 2018 г. № 204 создана федеральная некоммерческая организация Российская Ассоциация Медицинского Туризма (РАМТ). Также Распоряжением Правительства Российской Федерации от 26 ноября 2018 г. № 2581-р «О Стратегии развития санаторно-курортного комплекса РФ» была утверждена соответствующая стратегия, целью которой является повышение доступности санаторно-курортного лечения для граждан Российской Федерации путем дальнейшего развития санаторно-курортного комплекса Российской Федерации и реализацию государственной политики в сфере использования, развития и охраны природных лечебных ресурсов, лечебно-оздоровительных местностей и курортов с расположенными на них объектами и сооружениями, включая объекты инфраструктуры, предназначенные для лечения и оздоровления населения.
В 2019 году приказом Министерства здравоохранения Российской Федерации от 13 июня 2019 г. № 405 была утверждена ведомственная целевая программа «Санаторно-курортное лечение», целью которой является организация оказания санаторно-курортного лечения в рамках государственного задания в учреждениях, подведомственных федеральным органам исполнительной власти.

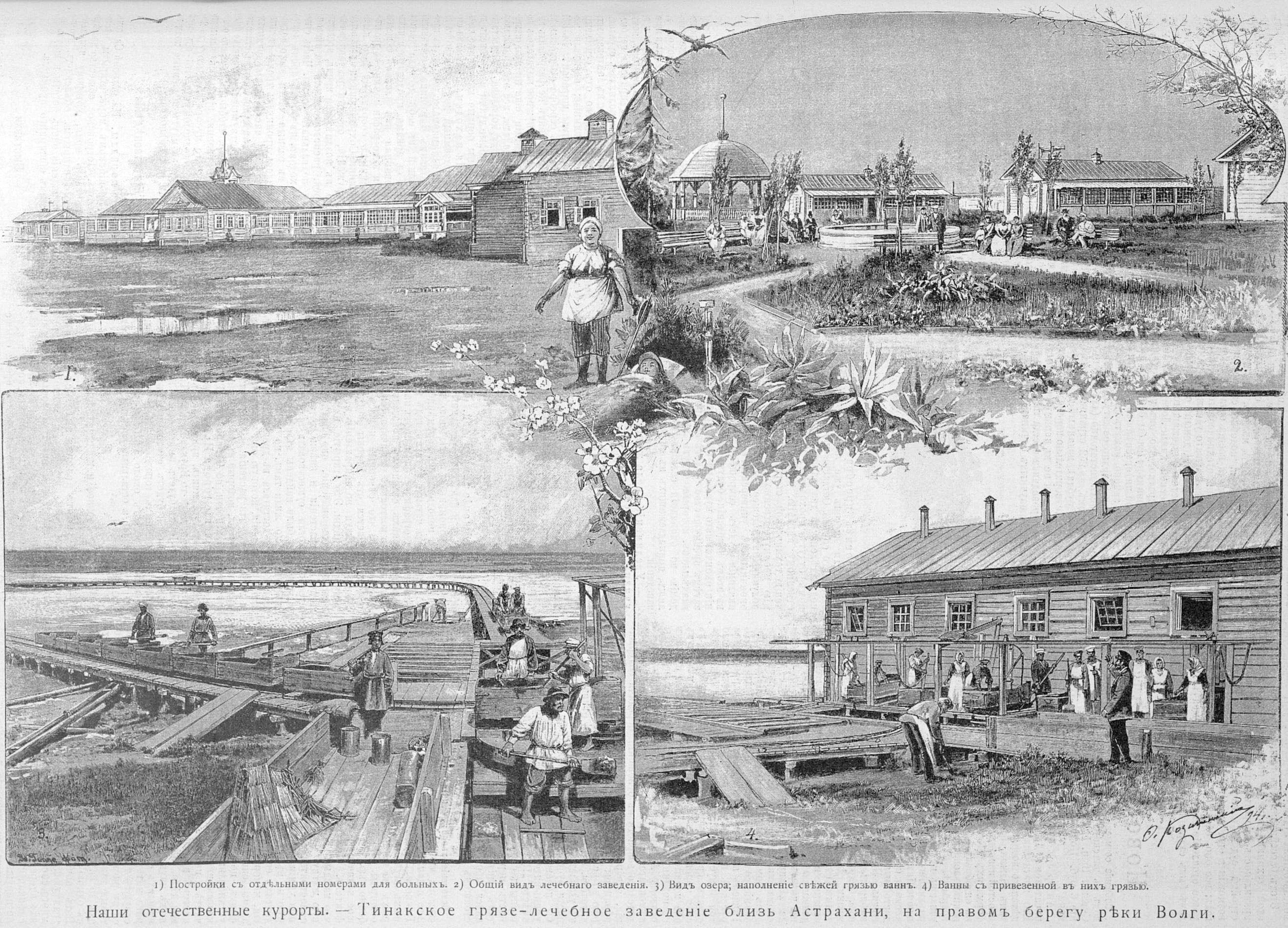
1894 год. Реклама Тинакской грязелечебницы
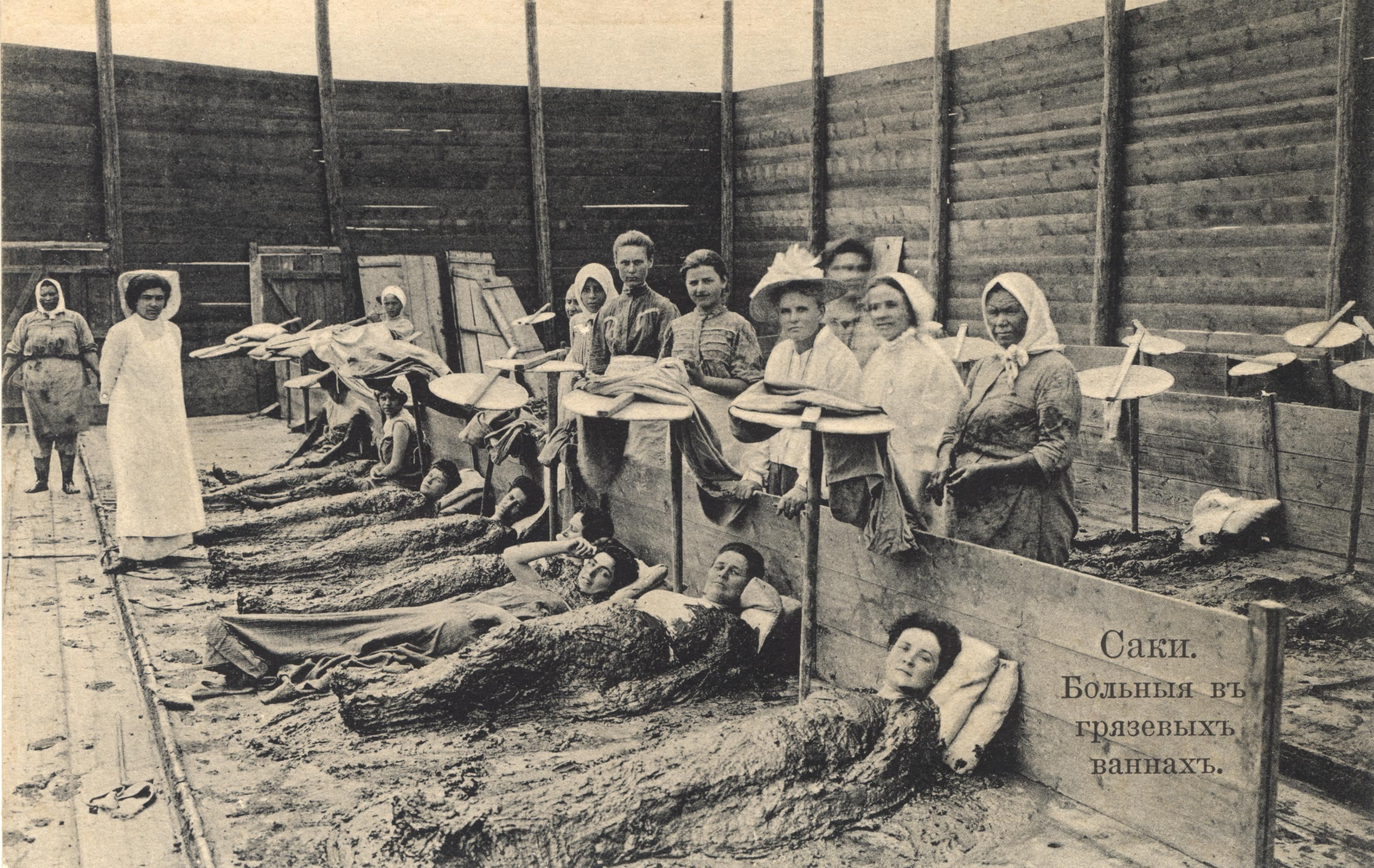
Саки. Больные в грязевых ваннах
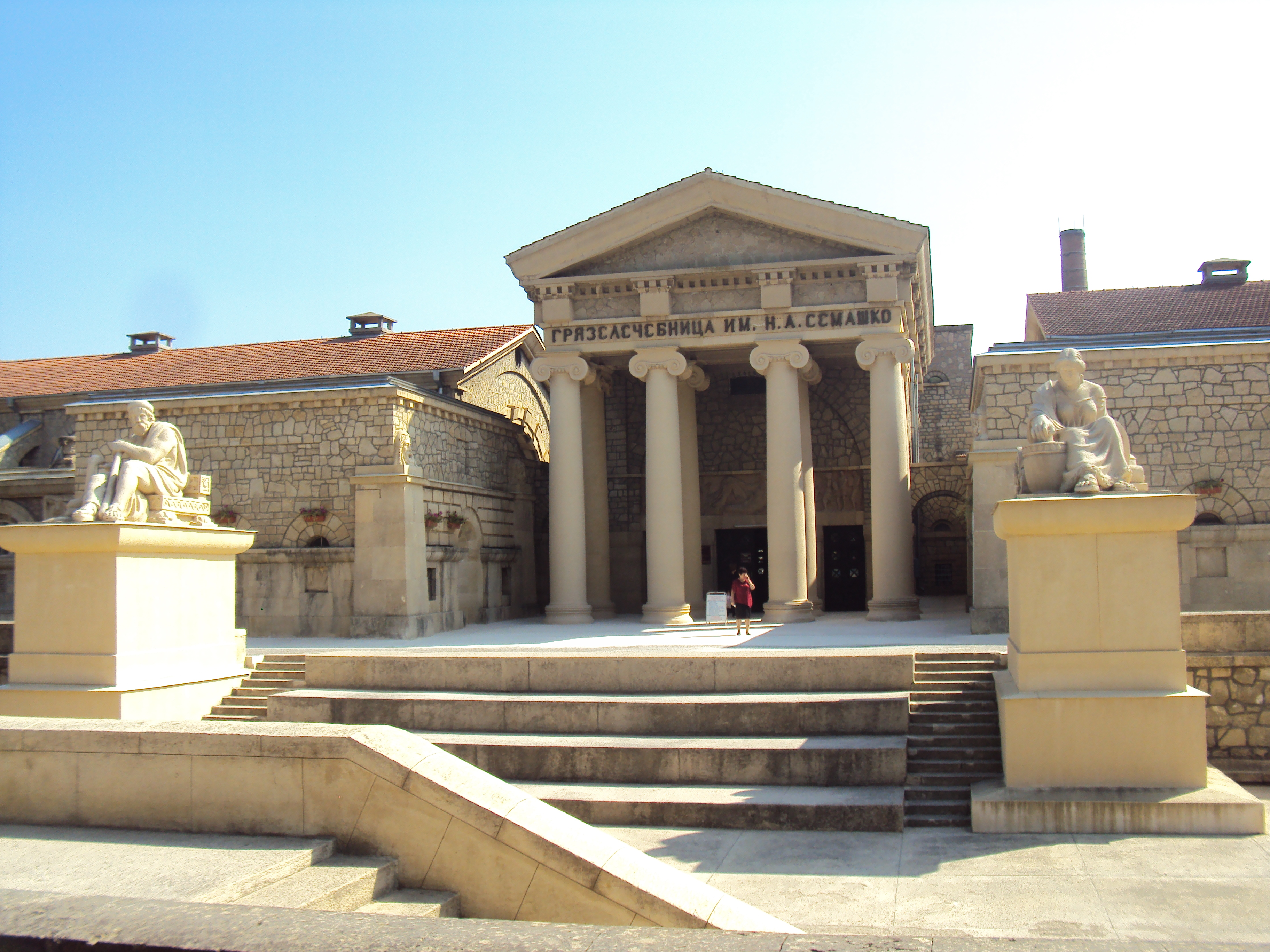
Ессентуки.  Грязелечебница имени Н. А. Семашко
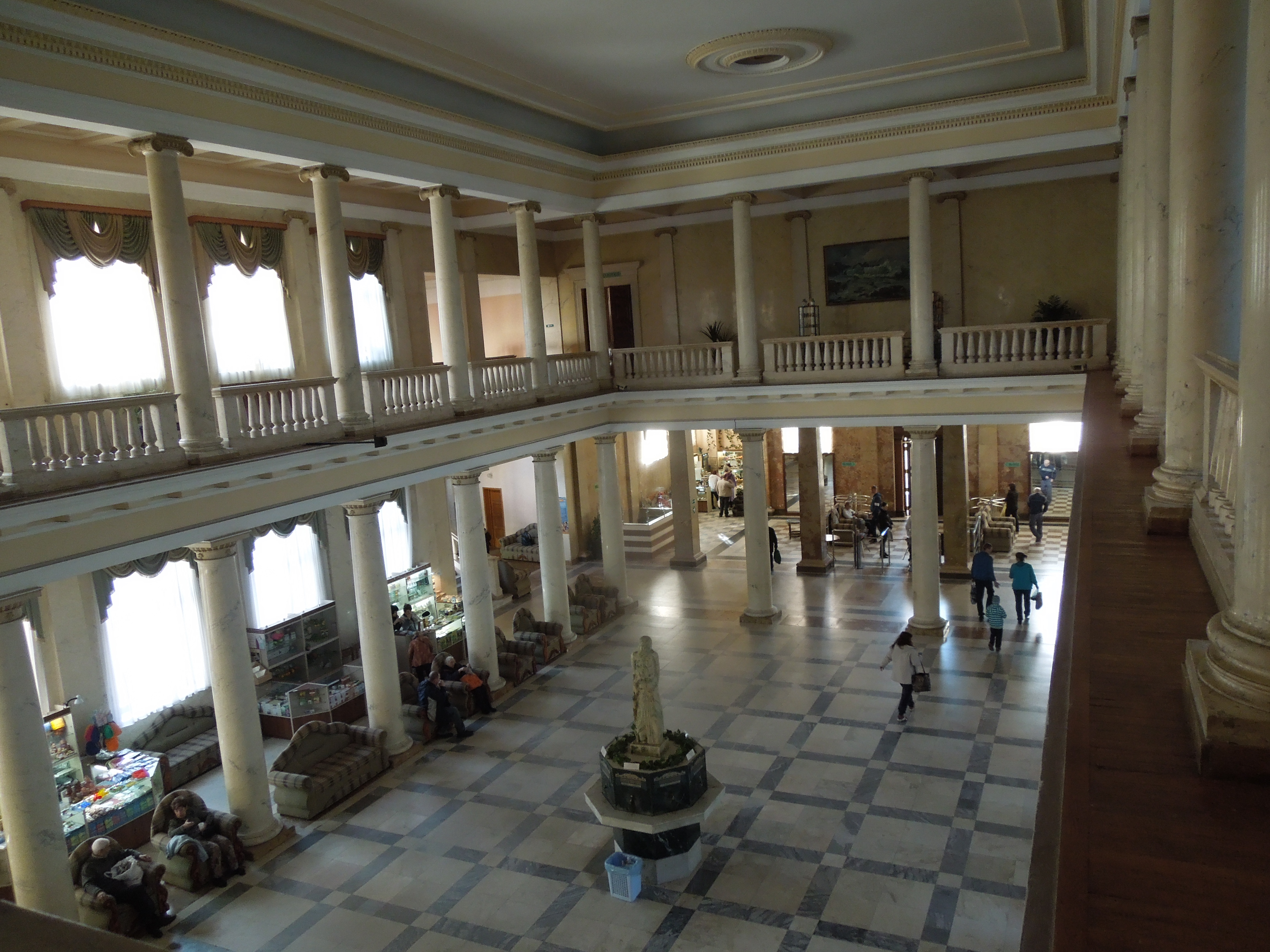
Мацестинский курорт. Здание водолечебницы № 4

## Лечебно-оздоровительный туризм в России по регионам
В России выделяют 18 курортных регионов (курортов, близко расположенных друг к другу), у каждого из которых есть собственные уникальные курортные ресурсы (приморский климат, лечебные грязи, рапа лиманов и озёр, минеральные воды, различающиеся по химическому составу).
К курортам федерального значения отнесены приморские курорты Краснодарского края на побережье Чёрного моря, курорты Кавказских Минеральных Вод, Нальчик, Сергиевские Минеральные Воды, Белокуриха (Алтайский край), курортная зона Санкт-Петербурга на побережье Финского залива, курорты Калининградской области на побережье Балтийского моря. Курорты регионального значения находятся в ведении органов государственной власти субъектов Российской Федерации, в которых они расположены. Курорты местного значения определяются органами местного самоуправления и располагаются в благоприятных ландшафтных и микроклиматических условиях около крупных городов и промышленных зон.
Также востребованными и известными курортами являются Аршан (Бурятия), Кульдур (Хабаровский край), Шмаковка (Приморский край), Паратунка (Камчатка), Курорт-Дарасун (Забайкальский край), Старая Русса (Новгородская область), солёные озера Эльтон (Волгоградская область) и Баскунчак (Астраханская область), Курортный район Санкт-Петербурга. По статистике лечебных туров наибольший рейтинг мест лечебно-оздоровительного туризма в России имеют Кавказские Минеральные воды (20 % санаторно-курортных услуг) и Подмосковье.
Астраханская область:
В 1820 году на берегу озера Тинаки была основана Тинакская грязелечебница, являющаяся одним из старейших в России грязелечебных курортов. В 1980-е годы курорт был перенесен дальше от города и стал называться «Тинаки-2». На данном бальнеологическом курорте лечат заболевания почек. Лечебными факторами являются жаркий сухой климат с относительной влажностью воздуха до 30 % и ниже, а также лечебные грязи и рапа. Грязи озера Тинаки являются сульфидно-иловыми и представляют собой синевато-чёрную пластичную липкую массу, обладающую сильным запахом сероводорода. Рапа озера Тинаки представляет собой сульфидно-хлоридный, бромный и натриево-магниевый раствор солей с концентрацией от 127 до 310 г/л.
На берегу соленого озера Баскунчак расположен ООО «Санаторий-профилакторий „Баскунчак“». На побережье озера имеются залежи лечебных глин. В июне-августе на озеро приезжают туристы, которые купаются в рапе и принимают грязевые ванны.
Волгоградская область:
Озеро Эльтон — крупнейшее солёное озеро Европы с целебными свойствами на котором находится известный бальнеологический курорт России. В 1910 году на берегу озера основан лечебный санаторий «Эльтон» (перенесён на новое место в 1945 году), где лечат заболевания периферической нервной системы, органов движения и опоры, пищеварения, гинекологические заболевания. В грязелечебницу санатория доставляется иловая сульфидная грязь и рапа озера. Также для питья используется вода из Сморогдинского хлоридно-сульфатного натриевого источника. Дважды в день организуются автобусные экскурсии к озеру, где желающие могут принять «дикие» ванны в вырытых ямах. В санатории также возможно взять велосипеды для прогулок по заповедным окрестностям озера.
Калмыкия:
В Яшалтинском районе Калмыкии в 240 км от Элисты между сёлами Берёзовое и Солёное расположено Большое Яшалтинское озеро (Солёное озеро), которое имеет значительные запасы бальнеологических ресурсов в виде пелоидов и рапы. При озере на базе Яшалтинской Центральной районной больницы действует грязелечебница в которой лечатся больные болезнями системы кровообращения, нервной, костно-мышечной, мочеполовой системы, органов дыхания, эндокринной системы, расстройства пищеварения и нарушения обмена веществ. Большое значение озера для развития грязелечения в Калмыкии отмечалось в отчетах Пятигорского НИИ курортологии и физиотерапии отмечалось ещё в 1963 году. Калмыкия с проектом «Туристско-рекреационный бальнеологический комплекс Яшалтинском районе Республики Калмыкия» участвовала в конкурсе на включение в перечень мероприятий второго этапа реализации федеральной целевой программы «Развитие внутреннего и въездного туризма в Российской Федерации (2011—2018 годы)», но не прошла отбор.
В посёлке Лола в 35 км от Элисты находится санаторий «Лола» — климатокумысная лечебница.
Краснодарский край:
Мацеста имеет самое большое в мире месторождение сероводородных вод и является крупнейшим лечебным курортом России. Также в Краснодарском крае находятся бальнеологический и грязевой курорт в городе Анапа имеющий собственные минеральные и грязевые источники, бальнеологический курорт в городе Горячий Ключ имеющий большое количество разнообразных лечебных источников.
Московская область:
Московская область является лидером по числу объектов рекреационной инфраструктуры для лечебно-оздоровительного и восстановительно-оздоровительного туризма, включая более 200 пансионатов и баз отдыха и около 150 санаторно-курортных учреждений, многие из которых расположены в бывших усадебных комплексах. В первую очередь услугами этих учреждений пользуются жители Москвы.
Санкт-Петербург:
Благодаря развитой медицинской инфраструктуре и лидерству во многих медицинских областях в России, а также щадящим ценам на медицинские услуги, в Петербурге большой популярностью пользуется медицинский туризм — для услуги стоматологов, пластических хирургов и врачей в город едут не только люди из остальных регионов России или других постсоветских стран, но и жители Финляндии, Эстонии и Швеции. В городе функционируют многопрофильные стационары, центры, научные институты как для взрослых, так и для детей, где проводятся операции, комплексное лечение оказываются услуги при экстракорпоральном оплодотворении, осложнении беременности, преждевременных родах. Помимо прочего, услугами родильных домов пользуются иностранцы, доля рождённых детей-иностранцев составляет 9-23 % от общего количества рождённых, больше всего рожают азербайджанки, после них идут узбечки, таджички и украинки. В 2018 году в городе было учреждено агентство медицинского туризма. По данным на 2019 год, Петербург занял второе место по популярности медицинского туризма после Тель-Авива.
Ставропольский край:
Кавказские Минеральные Воды — крупнейший курортный регион Российской Федерации, который по богатству, разнообразию, количеству и ценности минеральных вод и лечебной грязи не имеет аналогов во всей Евразии. Кавказские Минеральные Воды имеют статус особо охраняемого эколого-курортного региона Российской Федерации и являются вторым по значимости курортным районом Кавказско-Причерноморского региона после Черноморского побережья России.
В пределах округа горно-санитарной охраны имеется 24 месторождения и участка минеральных вод различного состава, на базе которых возник так называемый Северо-Кавказский рекреационно-лечебный район. Условно можно выделить несколько отдельных месторождений: Кисловодское, Ессентукское, Пятигорское, Бештаугорское, Иноземцевское, Железноводское, Змейкинское, Лысогорское, Красно-Восточное, Кумагорское, Нагутская курортная местность и другие.
118 оснащённых самым современным лечебно-диагностическим оборудованием здравниц, специализирующихся на лечении десятков самых различных заболеваний (треть из которых располагается в Кисловодске) и 26 туристских и гостиничных комплексов (треть всех гостиниц, мотелей, кемпингов находится в Пятигорске) Кавказских Минеральных Вод могут принимать одновременно свыше 40 тысяч человек. В санаториях, профилакториях, пансионатах Пятигорска одновременно лечатся и отдыхают до десяти тысяч человек (четверть); а треть всех отдыхающих и поправляющих здоровье приходится на здравницы Кисловодска.
Город-курорт Пятигорск располагает разнообразными минеральными источниками, которые сосредоточены на небольшой площади вокруг горы Машук. Это горячие сероводородные воды, углекислые воды (пятигорские нарзаны), радоновые воды, минеральные воды ессентукского типа (четвёртый пятигорский тип), азотно-метановые воды. Широко известны соляно-щелочные воды Ессентукского курорта (Ессентуки-4, Ессентуки-17), доломитный, сульфатный и простой Нарзаны Кисловодска, углекислые сульфатно-карбонатные кальциево-натриевые Железноводские минеральные источники (Смирновская и Славяновская воды), а также горько-солёные воды Баталинского и Лысогорского источников.
Пятигорский курорт является многопрофильным и лечит заболевания периферической нервной системы, опорно-двигательного аппарата, органов пищеварения, кожи, сосудов, а также женские и профессиональные болезни. Основу санаторно-курортного лечения в Пятигорске составляют бальнеогрязелечебные процедуры. Железноводский курорт имеет два профиля: болезни органов пищеварения, болезни почек и мочевыводящих путей. Ессентукский курорт специализируется на заболеваниях органов пищеварения, печени и желчных путей, обмена веществ. Для Кисловодского курорта, располагающего углекислыми минеральными водами, климатом и ландшафтом, типичными для среднегорья, в соответствии с основными профилями курорта показаны сердечно-сосудистые заболевания, болезни нервной системы, неспецифические заболевания органов дыхания вне периода обострения.
Тыва:
Лечебно-оздоровительный туризм в Тыве представлен в районах озёр Дус-Холь и Чедер на базе предприятий санаторно-курортного комплекса, а также на аржаанах и целебных источниках.
По состоянию на 2017 год в Республике Тыва было зарегистрировано более 200 природных водных лечебных объектов. По предварительным расчетам выяснено, что ежегодно на целебных источниках аржаанах и солено-грязевых озёрах республики с июля по август стихийно отдыхают до 45 тысяч человек. В 2012—2014 годах проводились медико-биологические донозологические исследования на 35 аржаанах Тувы. В 2016 году проводились доклинические испытания по влиянию воды кислого минерального аржаана Ажыг-Суг на экспериментально вызванные заболевания желудочно-кишечного тракта у крыс, которые выявили гастропротекторное действие воды из источника. Ряд предпринимателей взяли в аренду территории 16 аржаанов для создания баз отдыха рекреационно-оздоровительного характера и сезонных профилакториев.

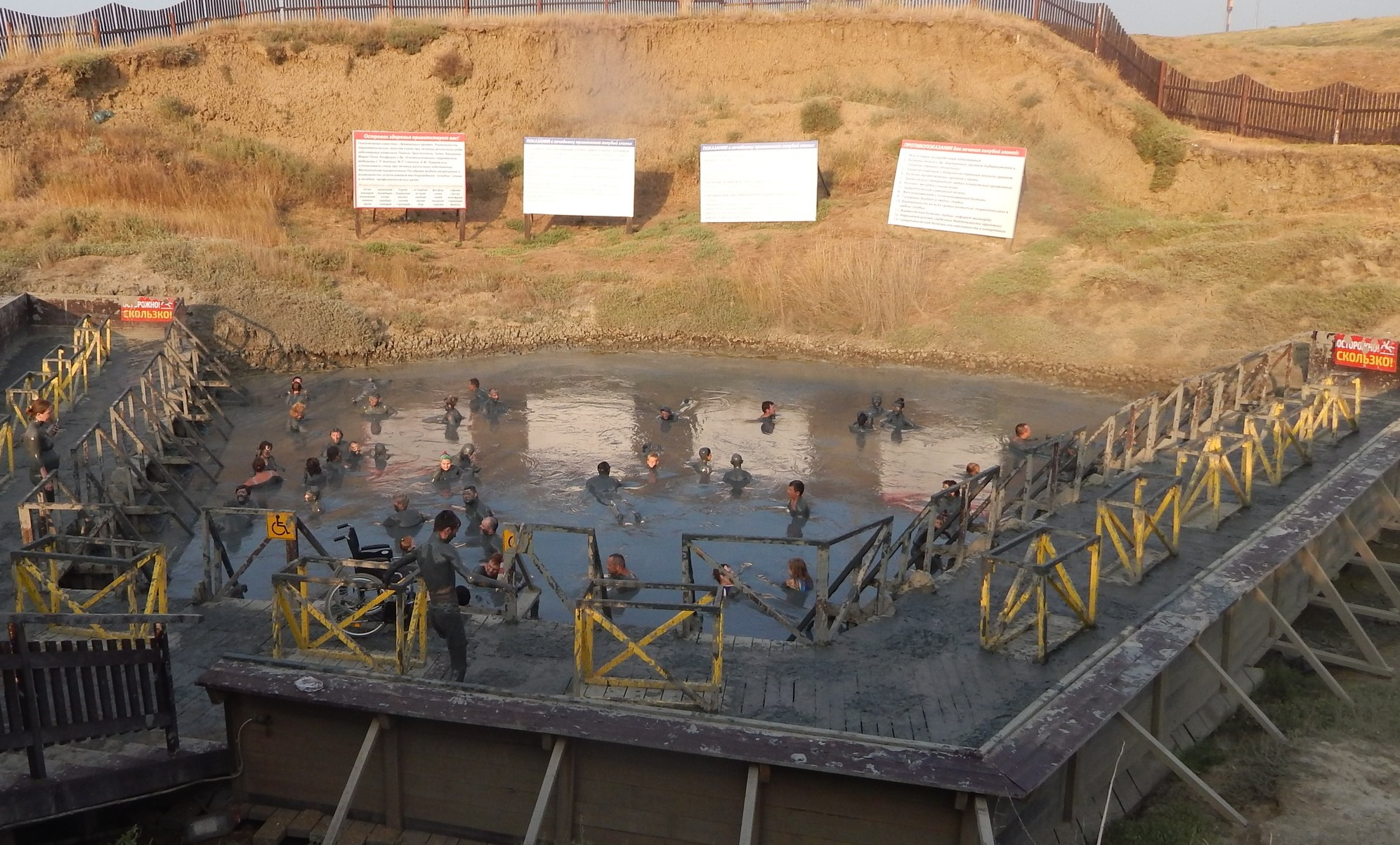
Грязевой вулкан Тиздар в Краснодарском крае
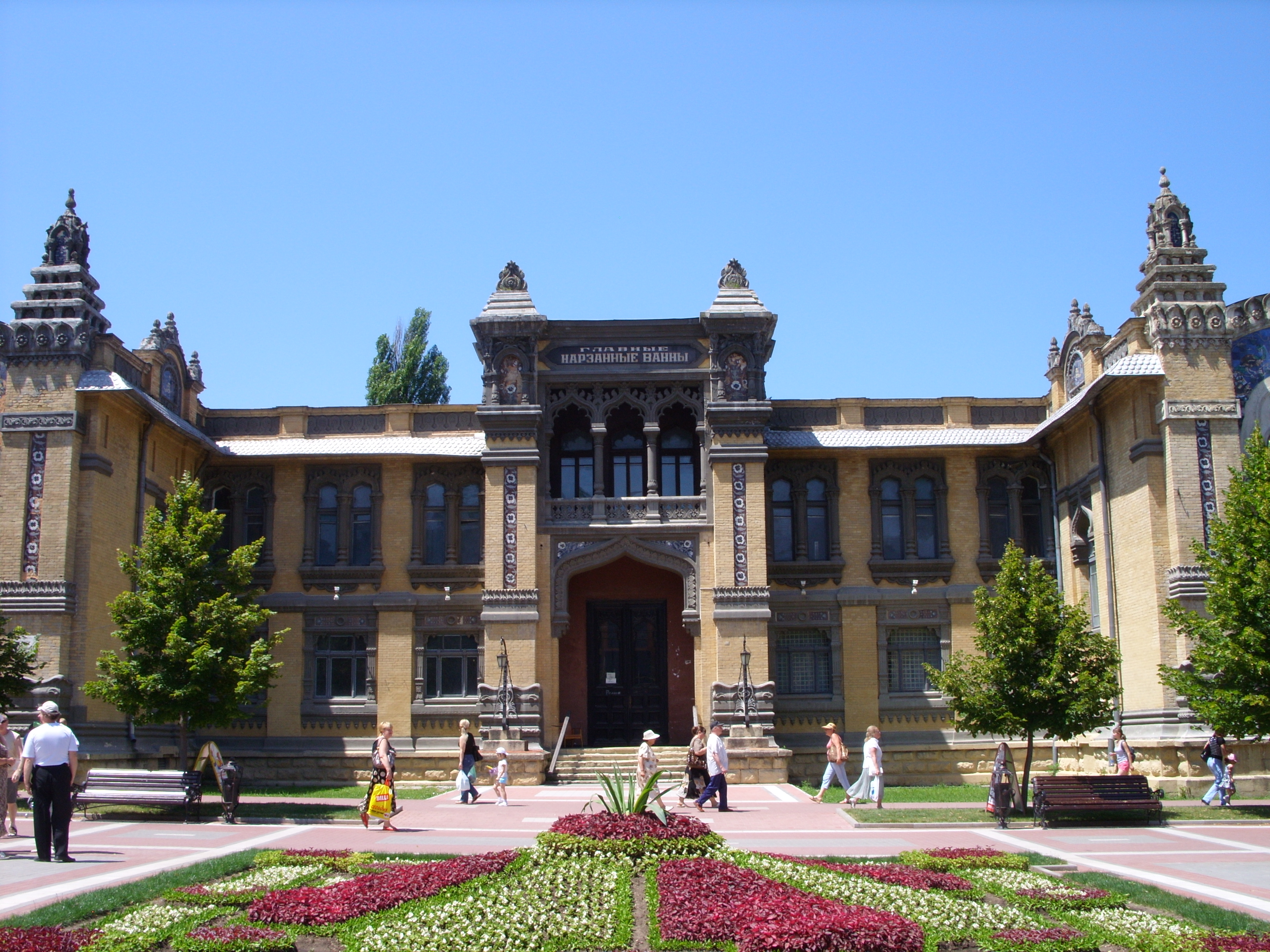
Здание Главных нарзанных ван в Кисловодске
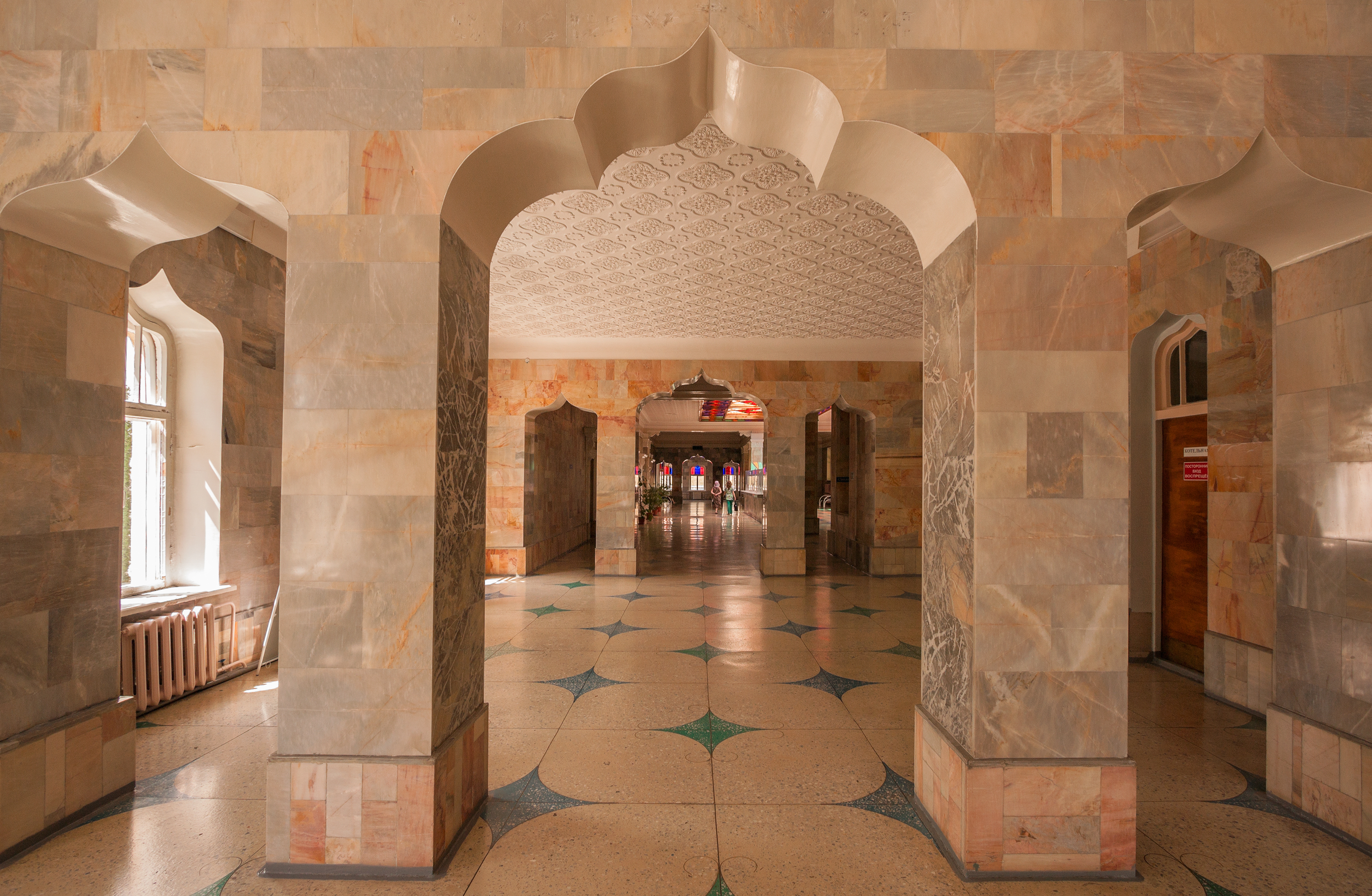
Ессентуки. Галерея над источником № 17
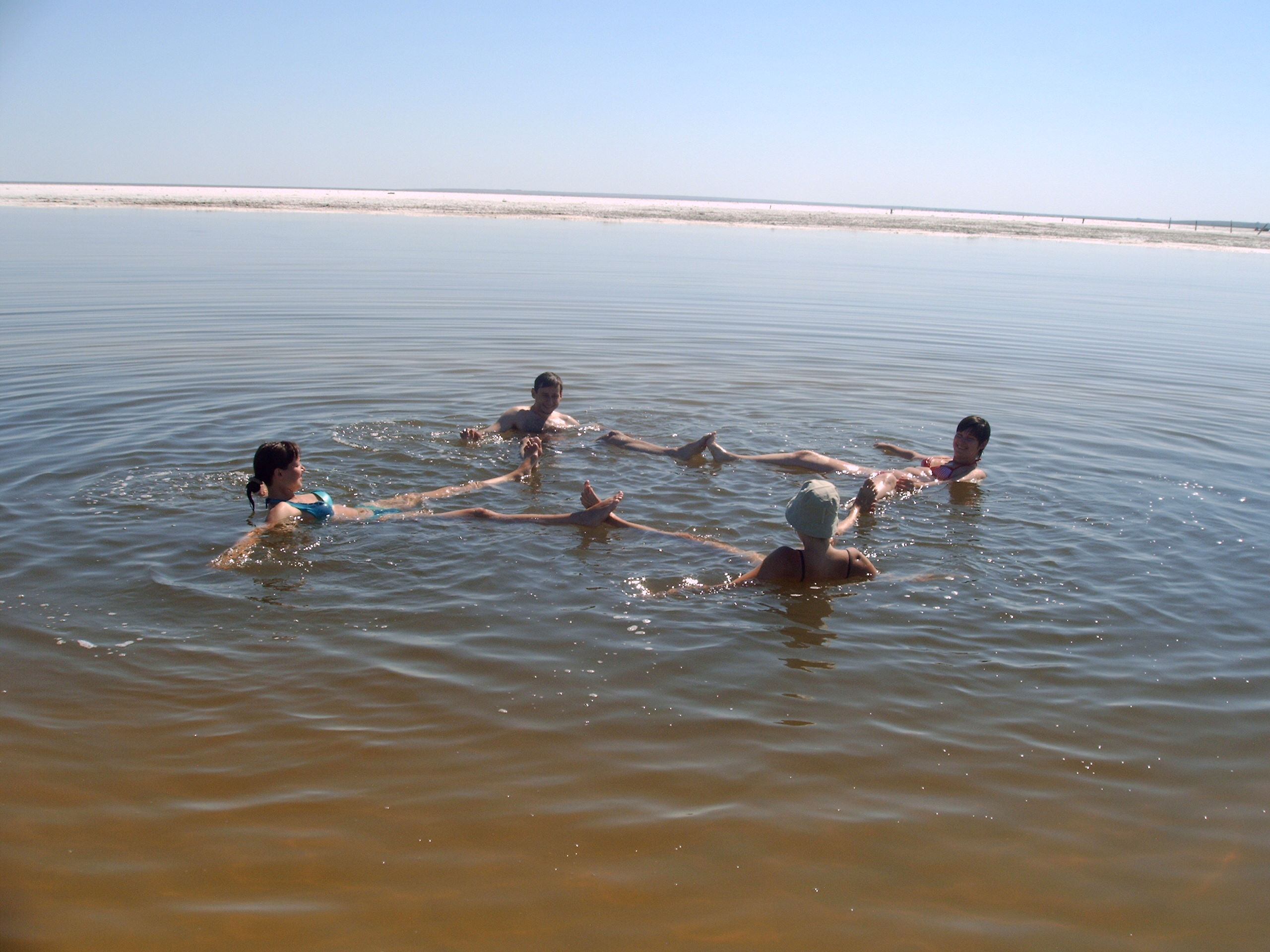
Озеро Баскунчак. Тело человека удерживается на поверхности из-за высокой концентрации солей